# Chris Broderick
Christopher "Chris" Broderick (ur. 6 marca 1970 w Lakewood w stanie Kolorado) – amerykański muzyk, kompozytor i multiinstrumentalista. Chris Broderick znany przede wszystkim z występów w grupie muzycznej Jag Panzer, której był członkiem w latach 1997–2008. W latach 2001–2003 i 2006–2007 jako muzyk koncertowy współpracował z zespołem Nevermore. W 2008 roku dołączył do zespołu Megadeth. Absolwent University of Denver i Lamont School of Music w klasie gitary klasycznej.
W 2014 roku na tle różnic artystycznych muzyk opuścił skład Megadeth.

## Dyskografia
- Jag Panzer – The Age of Mastery (1998, Century Media Records)
- Jag Panzer – Thane to the Throne (2000, Century Media Records)
- Jag Panzer – Mechanized Warfare (2001, Century Media Records)
- Jag Panzer – The Era of Kings and Conflict (2002, Century Media Records)
- Jag Panzer – Casting the Stones (2004, Century Media Records)
- Nevermore – The Year of the Voyager (2008, Century Media Records)
- Warrel Dane – Praises to the War Machine (2008, Century Media Records)
- Megadeth – Endgame (2009, Roadrunner Records)
- Megadeth – Rust in Peace Live (2010, Shout! Factory)
- Megadeth – The Big Four: Live from Sofia, Bulgaria (2010, Universal Music Group)[7]
- Megadeth – TH1RT3EN (2011, Roadrunner Records)
- Megadeth – Super Collider (2013, Tradecraft)
- Megadeth – Countdown to Extinction: Live (2013, Tradecraft)

## Instrumentarium
| Gitary - Jackson Chris Broderick Soloist 6 - Ibanez S5470 Prestige (Dimarzio D-Activator) - Ibanez 7321 and 1527 7 string guitars (Dimarzio D Activator) - Ibanez 7 string acoustic - Edward Victor Classical guitar - Fender American Deluxe Stratocaster Wzmacniacze i kolumny głośnikowe - Marshall EL34 Power Amps - Marshall JVM Amplifiers - Marshall Cabinets (Celestion Vintage 30) - ENGL Powerball Head - ENGL Cabinets (G12H 30 Celestion) | Efekty - AXE FX Ultra effects unit (2010) - Digitech GSP1101 preamp processors - Roland GR-33 - Ibanez Weeping Demon Wah Pedal - Planet Waves Chromatic Tuner Struny i kostki gitarowe - Ernie Ball slinky strings - Dunlop 1.35mm sharpie picks - Dunlop Jazz 3 black picks |